# Shot in the Dark (Ozzy Osbourne)
Pour la chanson homonyme du groupe AC/DC, voir Shot in the Dark (AC/DC).
Singles de Ozzy Osbourne
So Tired
(1983) The Ultimate Sin
(1988)
Shot in the Dark est une chanson d'Ozzy Osbourne extraite de l'album The Ultimate Sin paru en 1986. Les paroles de la chanson ont été écrites par le bassiste Phil Soussan et inspirées par le film L'Honneur des Prizzi.
Une ancienne version, beaucoup plus lente et différente a été écrit par Soussan quand il était dans le groupe Wildlife quatre années plus tôt. Cependant, Ozzy Osbourne et Ron Nevison avaient rejeté la chanson originale, principalement sur la base du contenu au sujet d'une hantise d'amour, et Soussan a dû ré-écrire la chanson, y compris de nouvelles paroles. Osbourne a alors demandé la propriété de 50 % de la chanson comme condition d'enregistrement.
Ce fut l'un des plus gros hits d'Ozzy en solo et a été joué en live régulièrement jusqu'en 1992. Certaines rumeurs racontent qu'Osbourne n'aimait pas cette chanson à cause de cette sonorité "non-Osbourne", mais ces rumeurs semblent avoir été propagées par le management d'Ozzy pour endommager la réclamation pour le non-paiement des redevances et du procès qui a été engagé par Soussan et réglé par Osbourne à deux reprises. Pourtant, Osbourne a continué à jouer cette chanson en concert et il reste son plus gros succès, atteignant la 10e position au Mainstream Rock Tracks chart et la 68e position au Billboard Hot 100.
La précédente version de la chanson avec les textes alternatifs peut-être entendue sur le site internet frozenheart.co.uk. Osbourne aurait cessé de jouer la chanson quand il a découvert ses auteurs d'origines. Mais Osbourne a en fait estimé que le titre sonnait trop pop pour ses dernières tournées, il a tout de même interprété la chanson le 15 juin 2010 à l'émission Jimmy Kimmel Live!,. Par la suite, Ozzy a joué le titre plusieurs fois en 2010 pendant la promotion de son nouvel album Scream.

## Composition du groupe
- Ozzy Osbourne – chants
- Jake E. Lee – guitare
- Phil Soussan – basse
- Mike Moran – claviers
- Randy Castillo – batterie

## Liste des titres
| A. | Shot in the Dark    | Osbourne, Soussan | 4:25 |
| B. | Rock 'N' Roll Rebel | Osbourne          | 5:28 |

| A. | Shot in the Dark | Osbourne, Soussan                   | 3:58 |
| B. | You Said it All  | Osbourne, Rhoads, Daisley, Kerslake | 4:07 |

| A.  | Shot in the Dark    | Osbourne, Soussan         | 4:25 |
| B1. | RocKiller of Giants | Osbourne, E. Lee, Daisley | 5:42 |
| B2. | RocKiller of Giants | Osbourne, E. Lee, Daisley | 5:42 |

| A.  | Shot in the Dark | Osbourne, Soussan                   | 3:58 |
| B1. | You Said it All  | Osbourne, Rhoads, Daisley, Kerslake | 4:07 |
| B2. | Crazy Train      | Osbourne, Rhoads, Daisley           | 4:58 |

## Charts
| Pays        | Chart                        | Position | Réf   |
| ----------- | ---------------------------- | -------- | ----- |
| États-Unis  | Billboard Hot 100            | 68       | [ 1 ] |
| États-Unis  | Mainstream Rock Tracks chart | 10       | [ 1 ] |
| Royaume-Uni | UK Singles Chart             | 20       | [ 6 ] |